# Список министров просвещения России

## Министерство народного просвещения Российской империи
Образовано 8 сентября 1802 года.
| Имя                                         | Дата вступления в должность | Дата снятия с должности |
| ------------------------------------------- | --------------------------- | ----------------------- |
| Завадовский, Пётр Васильевич (1739—1812)    | 8 сентября 1802             | 11 апреля 1810          |
| Разумовский, Алексей Кириллович (1748—1822) | 11 апреля 1810              | 10 августа 1816         |
| Голицын, Александр Николаевич (1773—1844)   | 10 августа 1816             | 24 октября 1817         |

24 октября 1817 года объединено с Главным управлением духовных дел иностранных исповеданий в Министерство духовных дел и народного просвещения.

## Министерство духовных дел и народного просвещения Российской империи
Образовано 24 октября 1817 года объединением Министерства народного просвещения и Главного управления духовных дел иностранных исповеданий.
| Имя                                       | Дата вступления в должность | Дата снятия с должности |
| ----------------------------------------- | --------------------------- | ----------------------- |
| Голицын, Александр Николаевич (1773—1844) | 24 октября 1817             | 15 марта 1824           |

15 марта 1824 года разделено на Министерство народного просвещения и Главное управление духовных дел иностранных исповеданий.

## Министерство народного просвещения Российской империи
Образовано 15 марта 1824 года при разделении Министерства духовных дел и народного просвещения.
| Имя                                                  | Дата вступления в должность | Дата снятия с должности |
| ---------------------------------------------------- | --------------------------- | ----------------------- |
| Шишков, Александр Семёнович (1754—1841)              | 15 марта 1824               | 25 апреля 1828          |
| Ливен, Карл Андреевич (1767—1844)                    | 25 апреля 1828              | 18 марта 1833           |
| Уваров, Сергей Семёнович (1786—1855)                 | 21 марта 1833               | 20 октября 1849         |
| Ширинский-Шихматов, Платон Александрович (1790—1853) | 20 октября 1849             | 7 апреля 1853           |
| Норов, Авраам Сергеевич (1795—1869)                  | 7 апреля 1853               | 23 марта 1858           |
| Ковалевский, Евграф Петрович (1790—1867)             | 23 марта 1858               | 28 июня 1861            |
| Путятин, Ефим Васильевич (1803—1883)                 | 28 июня 1861                | 25 декабря 1861         |
| Головнин, Александр Васильевич (1821—1886)           | 25 декабря 1861             | 14 апреля 1866          |
| Толстой, Дмитрий Андреевич (1823—1889)               | 14 апреля 1866              | 24 апреля 1880          |
| Сабуров, Андрей Александрович (1837—1916)            | 24 апреля 1880              | 24 марта 1881           |
| Николаи, Александр Павлович (1821—1899)              | 24 марта 1881               | 16 марта 1882           |
| Делянов, Иван Давыдович (1818—1897)                  | 16 марта 1882               | 29 декабря 1897         |
| Боголепов, Николай Павлович (1846—1901)              | 12 февраля 1898             | 2 марта 1901            |
| Ванновский, Пётр Семёнович (1822—1904)               | 24 марта 1901               | 11 апреля 1902          |
| Зенгер, Григорий Эдуардович (1853—1919)              | 11 апреля 1902              | 23 января 1904          |
| Глазов, Владимир Гаврилович (1848—1920)              | 10 апреля 1904              | 18 октября 1905         |
| Толстой, Иван Иванович (1858—1916)                   | 31 октября 1905             | 24 апреля 1906          |
| Кауфман, Пётр Михайлович (1857—1926)                 | 24 апреля 1906              | 1 января 1908           |
| Шварц, Александр Николаевич (1848—1915)              | 1 января 1908               | 29 сентября 1910        |
| Кассо, Лев Аристидович (1865—1914)                   | 29 сентября 1910            | 26 ноября 1914          |
| Игнатьев, Павел Николаевич (1870—1945)               | 9 января 1915               | 27 декабря 1916         |
| Кульчицкий, Николай Константинович (1856—1925)       | 27 декабря 1916             | 28 февраля 1917         |

## Министерство народного просвещения Временного правительства России
| Имя                                         | Дата вступления в должность | Дата снятия с должности |
| ------------------------------------------- | --------------------------- | ----------------------- |
| Мануйлов, Александр Аполлонович (1861—1929) | 2 марта 1917                | 24 июля 1917            |
| Ольденбург, Сергей Фёдорович (1863—1934)    | 24 июля 1917                | 31 августа 1917         |
| Салазкин, Сергей Сергеевич (1862—1932)      | 25 сентября 1917            | 25 октября 1917         |

## Народный комиссариат просвещения РСФСР
| Имя                                          | Дата вступления в должность | Дата снятия с должности |
| -------------------------------------------- | --------------------------- | ----------------------- |
| Луначарский, Анатолий Васильевич (1875—1933) | 26 октября 1917             | 12 сентября 1929        |
| Бубнов, Андрей Сергеевич (1884—1938)         | 12 сентября 1929            | 12 октября 1937         |
| Тюркин, Пётр Андреевич (1897—1950)           | 12 октября 1937             | 29 марта 1940           |
| Потёмкин, Владимир Петрович (1874—1946)      | 29 марта 1940               | 23 февраля 1946         |

15 марта 1946 года преобразован в одноимённое министерство.

## Министерство просвещения РСФСР
Образовано 15 марта 1946 года из одноимённого наркомата.
| Имя                                            | Дата вступления в должность | Дата снятия с должности |
| ---------------------------------------------- | --------------------------- | ----------------------- |
| Калашников, Алексей Георгиевич (1893—1962)     | 9 апреля 1946               | 24 января 1948          |
| Вознесенский, Александр Алексеевич (1898—1950) | 24 января 1948              | 15 июля 1949            |
| Каиров, Иван Андреевич (1893—1978)             | 15 июля 1949                | 28 марта 1956           |
| Афанасенко, Евгений Иванович (1914—1993)       | 28 марта 1956               | 4 мая 1966              |
| Прокофьев, Михаил Алексеевич (1910—1999)       | 4 мая 1966                  | 24 декабря 1966         |
| Данилов, Александр Иванович (1916—1980)        | 13 февраля 1967             | 27 ноября 1980          |
| Веселов, Георгий Петрович (род. 1929)          | 15 января 1981              | 26 июля 1988            |

11 ноября 1988 года объединено с Государственным комитетом РСФСР по профессионально-техническому образованию в Министерство народного образования РСФСР.

## Министерство просвещения СССР
Образовано 3 августа 1966 года (до этого времени общесоюзного Министерства просвещения не существовало, были только министерства союзных республик).
| Имя                                      | Дата вступления в должность | Дата снятия с должности |
| ---------------------------------------- | --------------------------- | ----------------------- |
| Прокофьев, Михаил Алексеевич (1910—1999) | 24 декабря 1966             | 20 декабря 1984         |
| Щербаков, Сергей Георгиевич (1925—1992)  | 20 декабря 1984             | 5 марта 1988            |

Упразднено 5 марта 1988 года в связи с образованием Государственного комитета СССР по народному образованию.

## Министерство просвещения Российской Федерации
Создано в результате преобразования Министерства образования и науки 15 мая 2018 года.
| Имя                                   | Дата вступления в должность | Дата снятия с должности |
| ------------------------------------- | --------------------------- | ----------------------- |
| Васильева, Ольга Юрьевна (род. 1960)  | 18 мая 2018                 | 21 января 2020          |
| Кравцов, Сергей Сергеевич (род. 1974) | 21 января 2020              | наст. время             |